# Hypsochromer Effekt
Als hypsochromen Effekt, auch Blauverschiebung, bezeichnet man die Verschiebung des Absorptionsspektrums eines Stoffs in den kurzwelligeren, energiereicheren Bereich des elektromagnetischen Spektrums.
Geschieht das beim Wechsel von einem unpolaren zu einem polaren Lösungsmittel, spricht man auch von Solvatochromie.

## Ursache
Der hypsochrome Effekt resultiert im Fall von Solvatochromie aus der stabilisierenden Wirkung der Wasserstoffbrückenbindungen des polaren Lösungsmittels auf die für die Absorption im betreffenden Wellenlängenbereich verantwortlichen freien und nichtbindenden Elektronenpaare (n-Orbitale) sowie die antibindenden π*-Orbitale (vgl. Molekülorbitaltheorie). Die n-Orbitale werden dabei stärker stabilisiert als die π*-Orbitale, was eine größere Energiedifferenz zur Folge hat, und diese wiederum ruft eine Absorption bei kürzeren Wellenlängen hervor, da für die Energie eines Photons gilt:
{\displaystyle E\cdot \lambda ={h\cdot c}}
mit
- E = Energie
- λ = Wellenlänge
- h = Planck-Konstante
- c = Lichtgeschwindigkeit.

Ursache eines hypsochromen Effekts kann aber auch eine Substitutions- oder Eliminierungsreaktion an einem Molekül sein, bei der eine chemische Gruppe des Moleküls durch eine andere ersetzt oder vollständig entfernt wird. Diese Substituenten, deren Ersetzung oder Eliminierung solche Effekte hervorruft, werden Auxochrome genannt.
Ursache für die Verschiebung der Absorptionsbande in Richtung kürzerer Wellenlängen bei solchen Substitutionen oder Eliminierungen ist die Verkleinerung des delokalisierten π-Elektronensystems – über je mehr konjugierte Doppelbindungen es sich erstreckt, desto größer sind auch die Wellenlängen des Lichts, das es absorbieren kann, und umgekehrt. Je weniger konjugierte Doppelbindungen ein π-Elektronensystem aufweist, desto kürzer die Wellenlängen des Lichts, das es absorbieren kann. Reaktionen, die solche Effekte herbeiführen sollen, spielen daher eine große Rolle bei der Synthese von Farbstoffen.

## Verwandte Begriffe
Das Gegenteil des hypsochromen Effekts, also die Verschiebung des Absorptionsspektrums eines Stoffs in Richtung längerer Wellenlängen, bezeichnet man als bathochromen Effekt.